# Яровинский, Борис Львович
Борис Львович Яровинский (1922—2000) — советский и украинский композитор и дирижёр, народный артист Украинской ССР (1977). 

## Биография
Борис Яровинский родился 11 марта 1922 года. В 1942 году окончил военно-дирижёрский факультет Московской консерватории, а в 1949 году — Харьковскую консерваторию (класс Д. Л. Клебанова, также занимался у С. С. Богатырёва и М. Д. Тица).
Начиная с 1949 года руководил хоровыми капеллами, духовыми оркестрами. Также являлся методистом и консультантом Харьковского обл. Дома народного творчества.
Автор оперы «Лейтенант Шмидт» (поставлена в 1970 году В. М. Скляренко в Харьковском оперном театре), балетов «Времена года» (1959), «Поэма о Марине» (1967), музыкальных комедий, оратории «Малая земля» (1980), кантат, симфоний, сочинений для духовых оркестров и хоров, музыки к драматическим спектаклям и кинофильмам.

## Произведения
- опера «Лейтенант Шмидт» (1970);
- балеты «Времена года» (1959) и «Поэма о Марине» (1967);
- музыкальные комедии,
- оратория "Малая земля" (1980),
- 4 кантаты (1948-1982),
- 4 симфонии (1950-1980),
- концерты для фортепиано с оркестром,
- "Дума о Запорожской Сечи" для голоса и симфонического оркестра,
- струнный квартет,
- хоровые произведения и романсы.

Также является автором произведений для симфонического. оркестра, концертов для разных инструментов с оркестром, камерно-инструментальных ансамблей, хоров, песен, музыки к спектаклям драматического театра и кинофильмам (около 50). 
Яровинский создал также редакцию и инструментовку опер «Судьба человека» (1962), «Тихий Дон» («Григорий Мелехов», 1972) И. И. Дзержинского и «Богдан Хмельницкий» К. Ф. Данькевича (для новой драматургии, редакции А. Е. Корнейчука, 1966).